# WTCC 2010
La stagione 2010 del Campionato mondiale Turismo (World Touring Car Championship) è la settima edizione del campionato gestito dalla FIA, la sesta dal suo ritorno nel 2005. Essa è iniziata il 7 marzo, ed è terminata il 21 novembre, dopo 22 gare. Il campionato, riservato a vetture con 2000 cm³, comprende due titoli, uno per i piloti e uno per i costruttori.
Da quest'anno è stato introdotto un nuovo sistema di punti che premia fino alla decima posizione, allineandosi alla Formula 1 e al Mondiale WRC. Il vincitore riceverà 25 punti, continuando 18, 15, 12, 10, 8, 6, 4, 2 e un punto per il 10º classificato.

## Piloti e Team
| Team                            | Vettura             | N° | Piloti               | Classe | Gare      |
| ------------------------------- | ------------------- | -- | -------------------- | ------ | --------- |
| SR-Sport                        | SEAT León 2.0 TDI   | 1  | Gabriele Tarquini    |        | Tutte     |
| SR-Sport                        | SEAT León 2.0 TDI   | 2  | Tom Coronel          |        | Tutte     |
| SR-Sport                        | SEAT León 2.0 TDI   | 3  | Tiago Monteiro       |        | Tutte     |
| SR-Sport                        | SEAT León 2.0 TDI   | 4  | Jordi Gené           |        | 1–9       |
| SR-Sport                        | SEAT León 2.0 TDI   | 66 | André Couto          |        | 11        |
| SR-Sport                        | SEAT León 2.0 TDI   | 73 | Michaël Rossi        |        | 10        |
| Zengő-Dension Team              | SEAT León 2.0 TDI   | 5  | Norbert Michelisz    | R      | Tutte     |
| Chevrolet                       | Chevrolet Cruze LT  | 6  | Yvan Muller          |        | Tutte     |
| Chevrolet                       | Chevrolet Cruze LT  | 7  | Robert Huff          |        | Tutte     |
| Chevrolet                       | Chevrolet Cruze LT  | 8  | Alain Menu           |        | Tutte     |
| Chevrolet                       | Chevrolet Cruze LT  | 9  | Carlos "Cacá" Bueno  |        | 6         |
| Chevrolet                       | Chevrolet Cruze LT  | 35 | Vincent Radermecker  |        | 4         |
| BMW Team RBM                    | BMW 320si           | 10 | Augusto Farfus       |        | Tutte     |
| BMW Team RBM                    | BMW 320si           | 11 | Andy Priaulx         |        | Tutte     |
| Liqui Moly Team Engstler        | BMW 320si           | 15 | Franz Engstler       | I      | Tutte     |
| Liqui Moly Team Engstler        | BMW 320si           | 16 | Andrej Romanov       | I      | 1–5, 7–11 |
| Liqui Moly Team Engstler        | BMW 320si           | 42 | Tim Coronel          | I      | 6         |
| Liqui Moly Team Engstler        | BMW 320si           | 44 | Yoshihiro Ito        | I      | 10        |
| Liqui Moly Team Engstler        | BMW 320si           | 47 | Masaki Kano          | I      | 11        |
| Liqui Moly Team Engstler        | BMW 320si           | 50 | Jo Merszei           | I      | 11        |
| SUNRED Engineering              | SEAT León 2.0 TDI   | 17 | Michel Nykjær        | R      | Tutte     |
| SUNRED Engineering              | SEAT León 2.0 TFSI  | 38 | Tom Boardman         | I      | 6         |
| SEAT Swiss Racing by SUNRED     | SEAT León 2.0 TDI   | 18 | Fredy Barth          | R      | Tutte     |
| bamboo-engineering              | Chevrolet Lacetti   | 19 | Harry Vaulkhard      | I R    | 1–7       |
| bamboo-engineering              | Chevrolet Lacetti   | 20 | Darryl O'Young       | I R    | Tutte     |
| bamboo-engineering              | Chevrolet Lacetti   | 72 | Yukinori Taniguchi   | I      | 8–11      |
| Wiechers-Sport                  | BMW 320si           | 21 | Mehdi Bennani        | I R    | Tutte     |
| Wiechers-Sport                  | BMW 320si           | 46 | Masataka Yanagida    | I      | 10        |
| Poulsen Motorsport              | BMW 320si           | 24 | Kristian Poulsen     | I      | 3–11      |
| Scuderia Proteam Motorsport     | BMW 320si           | 25 | Sergio Hernández     | I      | Tutte     |
| Scuderia Proteam Motorsport     | BMW 320si           | 26 | Stefano D'Aste       | I      | 1–10      |
| Scuderia Proteam Motorsport     | BMW 320si           | 33 | Fabio Fabiani        | I      | 3, 7–8    |
| Scuderia Proteam Motorsport     | BMW 320si           | 43 | Nobuteru Taniguchi   | I      | 10–11     |
| Scuderia Proteam Motorsport     | BMW 320si           | 45 | Kevin Chen           | I      | 10–11     |
| Exagon Engineering              | SEAT León 2.0 TFSI  | 27 | Pierre-Yves Corthals | I      | 4         |
| eBay Motors / WSR               | BMW 320si           | 29 | Colin Turkington     | I      | 5–6       |
| eBay Motors / WSR               | BMW 320si           | 29 | Colin Turkington     | [ 26 ] | 7         |
| Team Aviva-COFCO / WSR          | BMW 320si           | 29 | Colin Turkington     | [ 26 ] | 10–11     |
| Maurer Motorsport               | Chevrolet Lacetti   | 30 | Ismaïl Sbaï          | I      | 2         |
| Maurer Motorsport               | Chevrolet Lacetti   | 31 | Youssaf El Marnissi  | I      | 2         |
| Chevrolet Motorsport Sweden     | Chevrolet Cruze LT  | 34 | Leonel Pernía        |        | 3         |
| SEAT Customers Technology       | SEAT León 2.0 TFSI  | 39 | Marc Carol           | I      | 9         |
| Volvo Olsbergs Green Racing     | Volvo C30           | 41 | Robert Dahlgren      | *      | 6, 10     |
| Ho Chun Kei / Sports & You Asia | BMW 320si           | 51 | Henry Ho             | I      | 10–11     |
| Jacob & Co Racing               | Honda Accord Euro R | 53 | Philip Ma            | I      | 11        |
| Team Novadriver Total           | BMW 320si           | 63 | César Campaniço      | I      | 11        |
| Andy Racing Team                | Honda Accord Euro R | 64 | Kuok Io Keong        | I      | 11        |
| Chan Kin Man                    | Honda Civic Type R  | 65 | Chan Kin Man         | I      | 11        |

| Simbolo | Eleggibile per             |
| ------- | -------------------------- |
| I       | Trofeo Indipendenti        |
| R       | Rookie Challenge           |
| *       | Non eleggibile per i punti |

### Cambiamenti tra i piloti
Cambio di team 
- Mehdi Bennani: Exagon Engineering → Wiechers-Sport
- Tom Coronel: Sunred Engineering → SR-Sport
- Stefano D'Aste: Wiechers-Sport → Proteam Motorsport
- Augusto Farfus: Schnitzer Motorsport (BMW Team Germany) → Racing Bart Mampaey
- Jordi Gené: Seat Sport → SR-Sport
- Sergio Hernández: ROAL Motorsport (BMW Team Italy-Spain) → Proteam Motorsport
- Tiago Monteiro: Seat Sport → SR-Sport
- Yvan Muller: Seat Sport → Chevrolet
- Michel Nykjær: Perfection Racing → Sunred Engineering
- Kristian Poulsen: Engstler Motorsport → Poulsen Motorsport
- Gabriele Tarquini: Seat Sport → SR-Sport
- James Thompson: Lada Sport → Hartmann Racing

Entranti
- Fredy Barth: Seat Leon Eurocup → Sunred Engineering
- Norbert Michelisz: Seat Leon Eurocup (Zengõ Motorsport) → Zengõ Motorsport
- Darryl O’Young: FIA-GT-Meisterschaft (Prospeed Competition) → Bamboo Engineering
- Harry Vaulkhard: British Touring Car Championship (Bamboo Engineering) → Bamboo Engineering

 Uscenti
- Nicola Larini: Chevrolet → ritirato
- Jörg Müller: Schnitzer Motorsport (BMW Team Germany) → Le Mans Series
- Alessandro Zanardi: ROAL Motorsport (BMW Team Italy-Spain) → ritirato

## Calendario
Il primo calendario provvisorio è stato emesso il 24 giugno 2009, quello ufficiale dopo il Consiglio Mondiale della FIA è uscito e pubblicato il 21 ottobre 2009.
Tra le novità, la Race of Mexico all'Autòdromo Miguel E. Abed di Puebla programmato per l'11 aprile 2010 è stato cancellato per ragioni di sicurezza sollevate nella regione. Gli organizzatori pensarono di rimpiazzare con un circuito sostitutivo, ma le negoziazioni non hanno raggiunto requisiti logistici e promozionali, tantoché il mondiale è stato ridotto ad 11 tappe.
| Gara | Gara | Nome                       | Pista                                                      | Data         |
| ---- | ---- | -------------------------- | ---------------------------------------------------------- | ------------ |
| 1    | R1   | Race of Brazil             | Autódromo Internacional de Curitiba                        | 7 marzo      |
| 1    | R2   | Race of Brazil             | Autódromo Internacional de Curitiba                        | 7 marzo      |
| 2    | R3   | Race of Morocco            | Marrakech Street Circuit                                   | 2 maggio     |
| 2    | R4   | Race of Morocco            | Marrakech Street Circuit                                   | 2 maggio     |
| 3    | R5   | Race of Italy              | Autodromo Nazionale Monza                                  | 23 maggio    |
| 3    | R6   | Race of Italy              | Autodromo Nazionale Monza                                  | 23 maggio    |
| 4    | R7   | Race of Belgium            | Circuit Zolder                                             | 20 giugno    |
| 4    | R8   | Race of Belgium            | Circuit Zolder                                             | 20 giugno    |
| 5    | R9   | Race of Portugal           | Autódromo Internacional do Algarve, Portimão               | 4 luglio     |
| 5    | R10  | Race of Portugal           | Autódromo Internacional do Algarve, Portimão               | 4 luglio     |
| 6    | R11  | Race of UK                 | Brands Hatch, Kent                                         | 18 luglio    |
| 6    | R12  | Race of UK                 | Brands Hatch, Kent                                         | 18 luglio    |
| 7    | R13  | Race of the Czech Republic | Masaryk Circuit, Brno                                      | 1º agosto    |
| 7    | R14  | Race of the Czech Republic | Masaryk Circuit, Brno                                      | 1º agosto    |
| 8    | R15  | Race of Germany            | Motorsport Arena Oschersleben                              | 5 settembre  |
| 8    | R16  | Race of Germany            | Motorsport Arena Oschersleben                              | 5 settembre  |
| 9    | R17  | Race of Spain              | Circuit de la Comunitat Valenciana Ricardo Tormo, Valencia | 19 settembre |
| 9    | R18  | Race of Spain              | Circuit de la Comunitat Valenciana Ricardo Tormo, Valencia | 19 settembre |
| 10   | R19  | Race of Japan              | Okayama International Circuit, Mimasaka                    | 31 ottobre   |
| 10   | R20  | Race of Japan              | Okayama International Circuit, Mimasaka                    | 31 ottobre   |
| 11   | R21  | Race of Macau              | Circuito da Guia, Macao                                    | 21 novembre  |
| 11   | R22  | Race of Macau              | Circuito da Guia, Macao                                    | 21 novembre  |

### Cambi nel calendario
- La Race of Belgium ha rimpiazzato la Race of France, ed è stata introdotta nel calendario la prima volta dopo il 2005. La corsa si correrà a Zolder invece che a Spa-Francorchamps.
- La Race of Portugal si correrà all'Autódromo Internacional do Algarve.
- Il circuito della Race of Italy è stato cambiato dall'Autodromo Enzo e Dino Ferrari di Imola all'Autodromo di Monza, usato dal 2005 al 2008.

## Risultati e classifiche

### Gare
| Gara | Nome gara                  | Pole position     | Giro veloce       | Pilota vincitore  | Team vincitore         | Vincitore Indipendenti | Resoconto |
| ---- | -------------------------- | ----------------- | ----------------- | ----------------- | ---------------------- | ---------------------- | --------- |
| 1    | Race of Brazil             | Yvan Muller       | Robert Huff       | Yvan Muller       | Chevrolet              | Sergio Hernández       | Resoconto |
| 2    | Race of Brazil             |                   | Gabriele Tarquini | Gabriele Tarquini | SR-Sport               | Sergio Hernández       | Resoconto |
| 3    | Race of Morocco            | Gabriele Tarquini | Fredy Barth       | Gabriele Tarquini | SR-Sport               | Franz Engstler         | Resoconto |
| 4    | Race of Morocco            |                   | Jordi Gené        | Andy Priaulx      | BMW Team RBM           | Mehdi Bennani          | Resoconto |
| 5    | Race of Italy              | Augusto Farfus    | Gabriele Tarquini | Andy Priaulx      | BMW Team RBM           | Harry Vaulkhard        | Resoconto |
| 6    | Race of Italy              |                   | Andy Priaulx      | Yvan Muller       | Chevrolet              | Stefano D'Aste         | Resoconto |
| 7    | Race of Belgium            | Gabriele Tarquini | Andy Priaulx      | Gabriele Tarquini | SR-Sport               | Kristian Poulsen       | Resoconto |
| 8    | Race of Belgium            |                   | Andy Priaulx      | Andy Priaulx      | BMW Team RBM           | Sergio Hernández       | Resoconto |
| 9    | Race of Portugal           | Tiago Monteiro    | Gabriele Tarquini | Tiago Monteiro    | SR-Sport               | Sergio Hernández       | Resoconto |
| 10   | Race of Portugal           |                   | Jordi Gené        | Gabriele Tarquini | SR-Sport               | Darryl O'Young         | Resoconto |
| 11   | Race of UK                 | Yvan Muller       | Andy Priaulx      | Yvan Muller       | Chevrolet              | Colin Turkington       | Resoconto |
| 12   | Race of UK                 |                   | Andy Priaulx      | Andy Priaulx      | BMW Team RBM           | Colin Turkington       | Resoconto |
| 13   | Race of the Czech Republic | Robert Huff       | Augusto Farfus    | Robert Huff       | Chevrolet              | Kristian Poulsen       | Resoconto |
| 14   | Race of the Czech Republic |                   | Gabriele Tarquini | Andy Priaulx      | BMW Team RBM           | Darryl O'Young         | Resoconto |
| 15   | Race of Germany            | Augusto Farfus    | Alain Menu        | Alain Menu        | Chevrolet              | Kristian Poulsen       | Resoconto |
| 16   | Race of Germany            |                   | Gabriele Tarquini | Andy Priaulx      | BMW Team RBM           | Kristian Poulsen       | Resoconto |
| 17   | Race of Spain              | Gabriele Tarquini | Gabriele Tarquini | Gabriele Tarquini | SR-Sport               | Kristian Poulsen       | Resoconto |
| 18   | Race of Spain              |                   | Tiago Monteiro    | Tiago Monteiro    | SR-Sport               | Kristian Poulsen       | Resoconto |
| 19   | Race of Japan              | Andy Priaulx      | Yvan Muller       | Robert Huff       | Chevrolet              | Yukinori Taniguchi     | Resoconto |
| 20   | Race of Japan              |                   | Michel Nykjær     | Colin Turkington  | Team Aviva-COFCO / WSR | Darryl O'Young         | Resoconto |
| 21   | Guia Race of Macau         | Robert Huff       | Robert Huff       | Robert Huff       | Chevrolet              | Kristian Poulsen       | Resoconto |
| 22   | Guia Race of Macau         |                   | Robert Huff       | Norbert Michelisz | Zengő-Dension Team     | Sergio Hernández       | Resoconto |

### Classifica piloti
| Pos                                      | Pilota               | BRA | BRA | MAR | MAR | ITA | ITA | BEL | BEL | POR | POR | UK  | UK  | CZE | CZE | GER | GER | ESP | ESP | JPN | JPN | MAC | MAC | Pts |
| ---------------------------------------- | -------------------- | --- | --- | --- | --- | --- | --- | --- | --- | --- | --- | --- | --- | --- | --- | --- | --- | --- | --- | --- | --- | --- | --- | --- |
| 1                                        | Yvan Muller          | 1   | 4   | 6   | 2   | 4   | 1   | 2   | 5   | 2   | 2   | 1   | 5   | NC  | 12  | 3   | 3   | 2   | 2   | 2   | 2   | 2   | 4   | 331 |
| 2                                        | Gabriele Tarquini    | 4   | 1   | 1   | 6   | 7   | 20  | 1   | 6   | 3   | 1   | 4   | 3   | 2   | 18  | Ret | 9   | 1   | 3   | 5   | Ret | 4   | 2   | 276 |
| 3                                        | Robert Huff          | 2   | 5   | 2   | Ret | 3   | 3   | 5   | 2   | 18  | 15  | 2   | 6   | 1   | 4   | 18  | 7   | 3   | 6   | 1   | 3   | 1   | 3   | 276 |
| 4                                        | Andy Priaulx         | 5   | Ret | 8   | 1   | 1   | 5   | 7   | 1   | Ret | 4   | 7   | 1   | 5   | 1   | 5   | 1   | 5   | 4   | DSQ | DSQ | NC  | 7   | 246 |
| 5                                        | Tiago Monteiro       | 11  | 7   | 3   | 4   | 9   | 7   | 4   | 3   | 1   | 7   | 8   | Ret | 9   | 6   | 4   | 18  | 6   | 1   | Ret | Ret | 3   | 8   | 177 |
| 6                                        | Alain Menu           | 3   | 3   | 9   | Ret | 17  | 9   | 3   | 4   | 5   | 3   | 22  | NC  | 3   | 3   | 1   | 8   | 8   | 11  | 7   | 4   | 7   | Ret | 173 |
| 7                                        | Augusto Farfus       | 6   | 6   | 10  | Ret | 2   | 4   | 9   | 8   | 4   | 5   | 6   | 8   | 4   | 5   | 2   | 2   | 18  | 8   | DSQ | DSQ | 6   | 5   | 167 |
| 8                                        | Tom Coronel          | 8   | Ret | 5   | 3   | 5   | 2   | 8   | 10  | 6   | 6   | 5   | 4   | Ret | 10  | 6   | 5   | 10  | 9   | 14  | 8   | 12  | 6   | 136 |
| 9                                        | Norbert Michelisz    | 10  | 9   | 7   | 10  | 19  | 8   | 6   | 7   | 7   | Ret | 9   | 7   | Ret | 14  | 8   | 11  | 11  | 12  | 3   | 7   | 5   | 1   | 104 |
| 10                                       | Colin Turkington     |     |     |     |     |     |     |     |     | 12  | 10  | 3   | 2   | 6   | 2   |     |     |     |     | 4   | 1   | Ret | 13  | 97  |
| 11                                       | Michel Nykjær        | 12  | 8   | 11  | 7   | 8   | 19  | 18  | Ret | 17  | Ret | 15  | 9   | 7   | Ret | 7   | 4   | 9   | 7   | 6   | 6   | Ret | 11  | 66  |
| 12                                       | Jordi Gené           | 7   | 2   | 13  | 8   | 16  | 6   | DSQ | Ret | Ret | 18  | 10  | 10  | Ret | 13  | 12  | 10  | 4   | 5   |     |     |     |     | 61  |
| 13                                       | Fredy Barth          | 9   | 14  | 4   | 5   | 6   | 14  | 10  | 18  | 8   | 8   | 11  | Ret | 12  | 8   | 11  | 20  | 7   | Ret | Ret | 13  | Ret | Ret | 51  |
| 14                                       | Kristian Poulsen     |     |     |     |     | Ret | 15  | 11  | 11  | 11  | Ret | 23  | Ret | 8   | 19  | 9   | 6   | 12  | 10  | 15  | 11  | 8   | Ret | 20  |
| 15                                       | Darryl O'Young       | 15  | 16  | 17  | 13  | Ret | 12  | 20  | 12  | 10  | 9   | 21  | Ret | 17  | 7   | NC  | 12  | 14  | 17  | 10  | 9   | Ret | Ret | 15  |
| 16                                       | Sergio Hernández     | 13  | 10  | 14  | Ret | 12  | 16  | 13  | 9   | 9   | 17  | 16  | 12  | 11  | 11  | 10  | 13  | 19  | 15  | 11  | Ret | 11  | 9   | 9   |
| 17                                       | Franz Engstler       | 14  | 11  | 12  | 12  | Ret | DNS | Ret | 16  | 13  | 14  | 14  | 13  | 13  | Ret | 13  | 15  | 15  | 14  | 13  | 10  | 9   | 10  | 5   |
| 18                                       | Yukinori Taniguchi   |     |     |     |     |     |     |     |     |     |     |     |     |     |     | 17  | 14  | 17  | 18  | 9   | 16  | 13  | Ret | 4   |
| 19                                       | Stefano D'Aste       | 17  | 15  | Ret | 11  | 11  | 11  | 16  | 13  | 14  | 13  | 18  | 11  | 10  | 9   | 15  | 16  | Ret | DNS | Ret | 17  |     |     | 3   |
| 20                                       | Mehdi Bennani        | 18  | 12  | 15  | 9   | 14  | 17  | 14  | 19  | Ret | 12  | 19  | Ret | 14  | 16  | 14  | Ret | Ret | 16  | 16  | 19  | 10  | 12  | 3   |
| 21                                       | Harry Vaulkhard      | 16  | 13  | 16  | Ret | 10  | 13  | 15  | Ret | 15  | 11  | 17  | 14  | 15  | 15  |     |     |     |     |     |     |     |     | 1   |
| 22                                       | Leonel Pernía        |     |     |     |     | 18  | 10  |     |     |     |     |     |     |     |     |     |     |     |     |     |     |     |     | 1   |
| 23                                       | Pierre-Yves Corthals |     |     |     |     |     |     | 12  | 15  |     |     |     |     |     |     |     |     |     |     |     |     |     |     | 0   |
| 24                                       | Nobuteru Taniguchi   |     |     |     |     |     |     |     |     |     |     |     |     |     |     |     |     |     |     | 12  | 18  | 16  | Ret | 0   |
| 25                                       | Michaël Rossi        |     |     |     |     |     |     |     |     |     |     |     |     |     |     |     |     |     |     | Ret | 12  |     |     | 0   |
| 26                                       | Marc Carol           |     |     |     |     |     |     |     |     |     |     |     |     |     |     |     |     | 13  | 13  |     |     |     |     | 0   |
| 27                                       | Andrej Romanov       | Ret | DNS | Ret | DNS | 13  | Ret | 19  | 17  | 16  | 16  |     |     | 16  | 17  | 16  | 17  | 16  | 19  | Ret | 15  | 15  | Ret | 0   |
| 28                                       | Tom Boardman         |     |     |     |     |     |     |     |     |     |     | 13  | Ret |     |     |     |     |     |     |     |     |     |     | 0   |
| 29                                       | César Campaniço      |     |     |     |     |     |     |     |     |     |     |     |     |     |     |     |     |     |     |     |     | 14  | 16  | 0   |
| 30                                       | Kevin Chen           |     |     |     |     |     |     |     |     |     |     |     |     |     |     |     |     |     |     | Ret | 20  | 17  | 14  | 0   |
| 31                                       | Vincent Radermecker  |     |     |     |     |     |     | 17  | 14  |     |     |     |     |     |     |     |     |     |     |     |     |     |     | 0   |
| 32                                       | Masataka Yanagida    |     |     |     |     |     |     |     |     |     |     |     |     |     |     |     |     |     |     | 17  | 14  |     |     | 0   |
| 33                                       | Fabio Fabiani        |     |     |     |     | 15  | 18  |     |     |     |     |     |     | 18  | 20  | NC  | 19  |     |     |     |     |     |     | 0   |
| 34                                       | Philip Ma            |     |     |     |     |     |     |     |     |     |     |     |     |     |     |     |     |     |     |     |     | 18  | 15  | 0   |
| 35                                       | Tim Coronel          |     |     |     |     |     |     |     |     |     |     | 20  | 15  |     |     |     |     |     |     |     |     |     |     | 0   |
| 36                                       | Henry Ho             |     |     |     |     |     |     |     |     |     |     |     |     |     |     |     |     |     |     | 18  | 21  | 21  | DNS | 0   |
| 37                                       | Yoshihiro Ito        |     |     |     |     |     |     |     |     |     |     |     |     |     |     |     |     |     |     | 19  | Ret |     |     | 0   |
| 38                                       | Jo Merszei           |     |     |     |     |     |     |     |     |     |     |     |     |     |     |     |     |     |     |     |     | 19  | Ret | 0   |
| 39                                       | Masaki Kano          |     |     |     |     |     |     |     |     |     |     |     |     |     |     |     |     |     |     |     |     | 20  | Ret | 0   |
|                                          | Ismaïl Sbaï          |     |     | Ret | DNS |     |     |     |     |     |     |     |     |     |     |     |     |     |     |     |     |     |     | 0   |
|                                          | Carlos "Cacá" Bueno  |     |     |     |     |     |     |     |     |     |     | Ret | DNS |     |     |     |     |     |     |     |     |     |     | 0   |
|                                          | André Couto          |     |     |     |     |     |     |     |     |     |     |     |     |     |     |     |     |     |     |     |     | Ret | DNS | 0   |
|                                          | Youssaf El Marnissi  |     |     | DNS | DNS |     |     |     |     |     |     |     |     |     |     |     |     |     |     |     |     |     |     | 0   |
|                                          | Kuok Io Keong        |     |     |     |     |     |     |     |     |     |     |     |     |     |     |     |     |     |     |     |     | EX  | EX  | 0   |
|                                          | Chan Kin Man         |     |     |     |     |     |     |     |     |     |     |     |     |     |     |     |     |     |     |     |     | EX  | EX  | 0   |
| piloti ospiti non eleggibili per i punti |                      |     |     |     |     |     |     |     |     |     |     |     |     |     |     |     |     |     |     |     |     |     |     |     |
| –                                        | Robert Dahlgren      |     |     |     |     |     |     |     |     |     |     | 12  | Ret |     |     |     |     |     |     | 8   | 5   |     |     | *   |
| Pos                                      | Pilota               | BRA | BRA | MAR | MAR | ITA | ITA | BEL | BEL | POR | POR | UK  | UK  | CZE | CZE | GER | GER | ESP | ESP | JPN | JPN | MAC | MAC | Pts |

| Colore  | Risultato             |
| ------- | --------------------- |
| Oro     | Vincitore             |
| Argento | 2º posto              |
| Bronzo  | 3º posto              |
| Verde   | Finito a punti        |
| Blu     | Finito senza punti    |
| Viola   | Ritirato (Rit)        |
| Viola   | Non classificato (NC) |
| Rosso   | Non qualificato (NQ)  |
| Nero    | Squalificato (SQ)     |
| Bianco  | Non partito (NP)      |
| Bianco  | Non ha gareggiato     |
| Bianco  | Infortunato (INF)     |
| Bianco  | Escluso (ES)          |
| Bianco  | Gara cancellata (C)   |

### Campionato costruttori
Il titolo Costruttori sarà assegnato al costruttore che marcherà più punti, tenendo conto dei risultati ottenuto dalle due vetture meglio piazzate per ogni costruttori in ognuna delle gare. Tutte le altre vetture del medesimo costruttore sono considerate invisibili per quanto riguarda i punti di questa classifica.
| Pos | Costruttore               | BRA | BRA | MAR | MAR | ITA | ITA | BEL | BEL | POR | POR | UK | UK | CZE | CZE | GER | GER | ESP | ESP | JPN | JPN | MAC | MAC | Pts |
| --- | ------------------------- | --- | --- | --- | --- | --- | --- | --- | --- | --- | --- | -- | -- | --- | --- | --- | --- | --- | --- | --- | --- | --- | --- | --- |
| 1   | Chevrolet                 | 1   | 3   | 2   | 2   | 3   | 1   | 2   | 2   | 2   | 2   | 1  | 5  | 1   | 3   | 1   | 3   | 2   | 2   | 1   | 2   | 1   | 3   | 715 |
| 1   | Chevrolet                 | 2   | 4   | 6   | 13  | 4   | 3   | 3   | 4   | 5   | 3   | 2  | 6  | 3   | 4   | 3   | 7   | 3   | 6   | 2   | 3   | 2   | 4   | 715 |
| 2   | SEAT Customers Technology | 4   | 1   | 1   | 3   | 5   | 2   | 1   | 3   | 1   | 1   | 4  | 3  | 2   | 6   | 4   | 4   | 1   | 1   | 3   | 6   | 3   | 1   | 641 |
| 2   | SEAT Customers Technology | 7   | 2   | 3   | 4   | 6   | 6   | 4   | 6   | 3   | 6   | 5  | 4  | 7   | 8   | 6   | 5   | 4   | 3   | 5   | 7   | 4   | 2   | 641 |
| 3   | BMW                       | 5   | 6   | 8   | 1   | 1   | 4   | 7   | 1   | 4   | 4   | 3  | 1  | 4   | 1   | 2   | 1   | 5   | 4   | 4   | 1   | 6   | 5   | 580 |
| 3   | BMW                       | 6   | 10  | 10  | 9   | 2   | 5   | 9   | 8   | 9   | 5   | 6  | 2  | 5   | 2   | 5   | 2   | 12  | 8   | 10  | 10  | 8   | 7   | 580 |
| Pos | Costruttore               | BRA | BRA | MAR | MAR | ITA | ITA | BEL | BEL | POR | POR | UK | UK | CZE | CZE | GER | GER | ESP | ESP | JPN | JPN | MAC | MAC | Pts |

### Trofeo Yokohama Indipendenti
| Pos | Pilota               | BRA | BRA | MAR | MAR | ITA | ITA | BEL | BEL | POR | POR | UK | UK  | CZE | CZE | GER | GER | ESP | ESP | JPN | JPN | MAC | MAC | Pts |
| --- | -------------------- | --- | --- | --- | --- | --- | --- | --- | --- | --- | --- | -- | --- | --- | --- | --- | --- | --- | --- | --- | --- | --- | --- | --- |
| 1   | Sergio Hernández     | 13  | 10  | 14  | Ret | 12  | 16  | 13  | 9   | 9   | 17  | 16 | 12  | 11  | 11  | 10  | 13  | 19  | 15  | 11  | Ret | 11  | 9   | 156 |
| 2   | Franz Engstler       | 14  | 11  | 12  | 12  | Ret | DNS | Ret | 16  | 13  | 14  | 14 | 13  | 13  | Ret | 13  | 15  | 15  | 14  | 13  | 10  | 9   | 10  | 127 |
| 3   | Kristian Poulsen     |     |     |     |     | Ret | 15  | 11  | 11  | 11  | Ret | 23 | Ret | 8   | 19  | 9   | 6   | 12  | 10  | 15  | 11  | 8   | Ret | 117 |
| 4   | Darryl O'Young       | 15  | 16  | 17  | 13  | Ret | 12  | 20  | 12  | 10  | 9   | 21 | Ret | 17  | 7   | NC  | 12  | 14  | 17  | 10  | 9   | Ret | Ret | 104 |
| 5   | Mehdi Bennani        | 18  | 12  | 15  | 9   | 14  | 17  | 14  | 19  | Ret | 12  | 19 | Ret | 14  | 16  | 14  | Ret | Ret | 16  | 16  | 19  | 10  | 12  | 91  |
| 6   | Stefano D'Aste       | 17  | 15  | Ret | 11  | 11  | 11  | 16  | 13  | 14  | 13  | 18 | 11  | 10  | 9   | 15  | 16  | Ret | DNS | Ret | 17  |     |     | 88  |
| 7   | Colin Turkington     |     |     |     |     |     |     |     |     | 12  | 10  | 3  | 2   | P   |     |     |     |     |     |     |     |     |     | 73  |
| 8   | Harry Vaulkhard      | 16  | 13  | 16  | Ret | 10  | 13  | 15  | Ret | 15  | 11  | 17 | 14  | 15  | 15  |     |     |     |     |     |     |     |     | 61  |
| 9   | Andrej Romanov       | Ret | DNS | Ret | DNS | 13  | Ret | 19  | 17  | 16  | 16  |    |     | 16  | 17  | 16  | 17  | 16  | 19  | NC  | 15  | 15  | Ret | 35  |
| 10  | Yukinori Taniguchi   |     |     |     |     |     |     |     |     |     |     |    |     |     |     | 17  | 14  | 16  | 18  | 9   | 16  | 13  | Ret | 33  |
| 11  | Marc Carol           |     |     |     |     |     |     |     |     |     |     |    |     |     |     |     |     | 13  | 13  |     |     |     |     | 16  |
| 12  | Pierre-Yves Corthals |     |     |     |     |     |     | 12  | 15  |     |     |    |     |     |     |     |     |     |     |     |     |     |     | 13  |
| 13  | César Campaniço      |     |     |     |     |     |     |     |     |     |     |    |     |     |     |     |     |     |     |     |     | 14  | 16  | 12  |
| 14  | Kevin Chen           |     |     |     |     |     |     |     |     |     |     |    |     |     |     |     |     |     |     | Ret | 20  | 17  | 14  | 10  |
| 15  | Tom Boardman         |     |     |     |     |     |     |     |     |     |     | 13 | Ret |     |     |     |     |     |     |     |     |     |     | 8   |
| 16  | Philip Ma            |     |     |     |     |     |     |     |     |     |     |    |     |     |     |     |     |     |     |     |     | 18  | 15  | 8   |
| 17  | Nobuteru Taniguchi   |     |     |     |     |     |     |     |     |     |     |    |     |     |     |     |     |     |     | 12  | 18  | 16  | Ret | 8   |
| 18  | Fabio Fabiani        |     |     |     |     | 15  | 18  |     |     |     |     |    |     | 18  | 20  | NC  | 19  |     |     |     |     |     |     | 7   |
| 19  | Masataka Yanagida    |     |     |     |     |     |     |     |     |     |     |    |     |     |     |     |     |     |     | 17  | 14  |     |     | 6   |
| 20  | Tim Coronel          |     |     |     |     |     |     |     |     |     |     | 20 | 15  |     |     |     |     |     |     |     |     |     |     | 4   |
|     | Henry Ho             |     |     |     |     |     |     |     |     |     |     |    |     |     |     |     |     |     |     | 18  | 21  | 21  | DNS | 0   |
|     | Yoshihiro Ito        |     |     |     |     |     |     |     |     |     |     |    |     |     |     |     |     |     |     | 19  | Ret |     |     | 0   |
|     | Jo Merszei           |     |     |     |     |     |     |     |     |     |     |    |     |     |     |     |     |     |     |     |     | 19  | Ret | 0   |
|     | Masaki Kano          |     |     |     |     |     |     |     |     |     |     |    |     |     |     |     |     |     |     |     |     | 20  | Ret | 0   |
|     | Ismaïl Sbaï          |     |     | Ret | DNS |     |     |     |     |     |     |    |     |     |     |     |     |     |     |     |     |     |     | 0   |
|     | Youssaf El Marnissi  |     |     | DNS | DNS |     |     |     |     |     |     |    |     |     |     |     |     |     |     |     |     |     |     | 0   |
|     | Kuok Io Keong        |     |     |     |     |     |     |     |     |     |     |    |     |     |     |     |     |     |     |     |     | EX  | EX  | 0   |
|     | Chan Kin Man         |     |     |     |     |     |     |     |     |     |     |    |     |     |     |     |     |     |     |     |     | EX  | EX  | 0   |
| Pos | Pilota               | BRA | BRA | MAR | MAR | ITA | ITA | BEL | BEL | POR | POR | UK | UK  | CZE | CZE | GER | GER | ESP | ESP | JPN | JPN | MAC | MAC | Pts |

Nota – Dopo aver conquistato la Pole position a Brno, a Colin Turkington è stato rimosso lo status di Indipendente. Un altro cambiamento attuato a Brno è stato l'abolizione dei punti extra per il campionato, se un pilota avesse concluso nella top ten generale, dopo che Turkington aveva ottenuto 33 punti bonus a Brands Hatch.

### Trofeo per i team indipendentiYokohama
Il Trofeo per team indipendenti Yokohama utilizza un sistema di punteggio simile a quello per la classifica generale, anche se vengono premiati con un punto sia la pole che il giro più veloce. Inoltre a Brno si è decisa la rimozione dei punti extra per il campionato se il conducente finiva in top ten generale.
Nel trofeo per team, sono eligibili per i punti solo quelli che prendono parte a tutte le gare e prendono punti solo le prime due vetture all'arrivo.
| Pos | Team                            | BRA | BRA | MAR | MAR | ITA | ITA | BEL | BEL | POR | POR | UK | UK  | CZE | CZE | GER | GER | ESP | ESP | JPN | JPN | MAC | MAC | Pts |
| --- | ------------------------------- | --- | --- | --- | --- | --- | --- | --- | --- | --- | --- | -- | --- | --- | --- | --- | --- | --- | --- | --- | --- | --- | --- | --- |
| 1   | Scuderia Proteam Motorsport     | 13  | 10  | 14  | 11  | 11  | 11  | 13  | 9   | 9   | 13  | 16 | 11  | 10  | 9   | 10  | 13  | 19  | 15  | 11  | 17  | 11  | 9   | 248 |
| 1   | Scuderia Proteam Motorsport     | 17  | 15  | Ret | Ret | 12  | 16  | 16  | 13  | 14  | 17  | 18 | 12  | 11  | 11  | 15  | 16  | Ret | DNS | 12  | 18  | 16  | 14  | 248 |
| 2   | bamboo-engineering              | 15  | 13  | 16  | 13  | 10  | 12  | 15  | 12  | 10  | 9   | 17 | 14  | 15  | 7   | 17  | 12  | 14  | 17  | 9   | 9   | 13  | Ret | 189 |
| 2   | bamboo-engineering              | 16  | 16  | 17  | Ret | Ret | 13  | 20  | Ret | 15  | 11  | 21 | Ret | 17  | 15  | NC  | 14  | 17  | 18  | 10  | 16  | Ret | Ret | 189 |
| 3   | Liqui Moly Team Engstler        | 14  | 11  | 12  | 12  | 13  | Ret | 19  | 16  | 13  | 14  | 14 | 13  | 13  | 17  | 13  | 15  | 15  | 14  | 13  | 10  | 9   | 10  | 162 |
| 3   | Liqui Moly Team Engstler        | Ret | DNS | Ret | DNS | Ret | DNS | Ret | 17  | 16  | 16  | 20 | 15  | 16  | Ret | 16  | 17  | 16  | 19  | 19  | 15  | 15  | Ret | 162 |
| 4   | Poulsen Motorsport              |     |     |     |     | Ret | 15  | 11  | 11  | 11  | Ret | 23 | Ret | 8   | 19  | 9   | 6   | 12  | 10  | 15  | 11  | 8   | Ret | 110 |
| 5   | Wiechers-Sport                  | 18  | 12  | 15  | 9   | 14  | 17  | 14  | 19  | Ret | 12  | 19 | Ret | 14  | 16  | 14  | Ret | Ret | 16  | 16  | 14  | 10  | 12  | 94  |
| 5   | Wiechers-Sport                  |     |     |     |     |     |     |     |     |     |     |    |     |     |     |     |     |     |     | 17  | 19  |     |     | 94  |
| 6   | eBay Motors                     |     |     |     |     |     |     |     |     | 12  | 10  | 3  | 2   |     |     |     |     |     |     |     |     |     |     | 33  |
| 7   | SEAT Customers Technology       |     |     |     |     |     |     |     |     |     |     |    |     |     |     |     |     | 13  | 13  |     |     |     |     | 16  |
| 8   | Exagon Engineering              |     |     |     |     |     |     | 12  | 15  |     |     |    |     |     |     |     |     |     |     |     |     |     |     | 12  |
| 9   | Team Novadriver Total           |     |     |     |     |     |     |     |     |     |     |    |     |     |     |     |     |     |     |     |     | 14  | 16  | 12  |
| 10  | Sunred Engineering              |     |     |     |     |     |     |     |     |     |     | 13 | Ret |     |     |     |     |     |     |     |     |     |     | 8   |
| 11  | Jacob & Co Racing               |     |     |     |     |     |     |     |     |     |     |    |     |     |     |     |     |     |     |     |     | 18  | 15  | 8   |
|     | Ho Chun Kei / Sports & You Asia |     |     |     |     |     |     |     |     |     |     |    |     |     |     |     |     |     |     | 18  | 21  | 21  | DNS | 0   |
|     | Maurer Motorsport               |     |     | Ret | DNS |     |     |     |     |     |     |    |     |     |     |     |     |     |     |     |     |     |     | 0   |
|     | Maurer Motorsport               |     | DNS | DNS |     |     |     |     |     |     |     |    |     |     |     |     |     |     |     |     |     |     |     | 0   |
|     | Andy Racing Team                |     |     |     |     |     |     |     |     |     |     |    |     |     |     |     |     |     |     |     |     | EX  | EX  | 0   |
|     | Chan Kin Man                    |     |     |     |     |     |     |     |     |     |     |    |     |     |     |     |     |     |     |     |     | EX  | EX  | 0   |
| Pos | Team                            | BRA | BRA | MAR | MAR | ITA | ITA | BEL | BEL | POR | POR | UK | UK  | CZE | CZE | GER | GER | ESP | ESP | JPN | JPN | MAC | MAC | Pts |

### Rookie Challenge
| Pos | Pilota            | BRA | BRA | MAR | MAR | ITA | ITA | BEL | BEL | POR | POR | UK | UK  | CZE | CZE | GER | GER | ESP | ESP | JPN | JPN | MAC | MAC | Pts |
| --- | ----------------- | --- | --- | --- | --- | --- | --- | --- | --- | --- | --- | -- | --- | --- | --- | --- | --- | --- | --- | --- | --- | --- | --- | --- |
| 1   | Norbert Michelisz | 10  | 9   | 8   | 10  | 19  | 8   | 6   | 7   | 7   | Ret | 9  | 7   | Ret | 14  | 8   | 11  | 11  | 12  | 3   | 7   | 5   | 1   | 167 |
| 2   | Michel Nykjær     | 12  | 8   | 11  | 7   | 8   | 19  | 18  | Ret | 17  | Ret | 15 | 9   | 7   | Ret | 7   | 4   | 9   | 7   | 6   | 6   | Ret | 11  | 137 |
| 3   | Fredy Barth       | 9   | 14  | 4   | 5   | 4   | 14  | 10  | 18  | 8   | 8   | 11 | Ret | 12  | 8   | 11  | 20  | 7   | Ret | Ret | 13  | Ret | Ret | 130 |
| 4   | Darryl O'Young    | 15  | 16  | 16  | 13  | Ret | 12  | 20  | 12  | 10  | 9   | 21 | Ret | 17  | 7   | NC  | 12  | 14  | 17  | 10  | 9   | Ret | Ret | 94  |
| 5   | Mehdi Bennani     | 18  | 12  | 15  | 9   | 14  | 17  | 14  | 19  | Ret | 12  | 19 | Ret | 14  | 16  | 14  | Ret | Ret | 16  | 16  | 19  | 10  | 12  | 94  |
| 6   | Harry Vaulkhard   | 16  | 13  | 16  | Ret | 10  | 13  | 15  | Ret | 15  | 11  | 17 | 14  | 15  | 15  |     |     |     |     |     |     |     |     | 61  |
| Pos | Pilota            | BRA | BRA | MAR | MAR | ITA | ITA | BEL | BEL | POR | POR | UK | UK  | CZE | CZE | GER | GER | ESP | ESP | JPN | JPN | MAC | MAC | Pts |